# Слободка (сельское поселение Рыболовское)
Слободка — деревня в Раменском районе Московской области. Входит в состав Рыболовского сельского поселения. Население — 26 чел. (2010).
Расположена недалеко от реки Москвы. Расстояние по автодороге до центра сельского поселения селаРыболово — 15,2 км. Ближайшие населённые пункты — Никулино, Захарово, Колупаево.

## Население
| 1926 | 2002 | 2010 |
| ---- | ---- | ---- |
| 309  | ↘4   | ↗26  |